# 6901 Roybishop
6901 Roybishop eller 1989 PA är en asteroid i huvudbältet som upptäcktes den 2 augusti 1989 av det amerikanska astronom paret Eugene M. och Carolyn S. Shoemaker vid Palomar-observatoriet. Den är uppkallad efter den kanadensiske astronomen Roy L. Bishop.
Asteroiden har en diameter på ungefär 5 kilometer och den tillhör asteroidgruppen Hungaria.